# Bell Regio
Bell Regio is een regio op de planeet Venus. Bell Regio werd in 1982 genoemd naar Bell, een Engelse reuzin.
De regio heeft een diameter van 1778 kilometer en bevindt zich in het zuiden van het gelijknamige quadrangle Bell Regio (V-9). In de regio bevinden zich de bergen Tepev Mons en Nyx Mons, Vako-nana Tesserae en de inslagkrater Gautier.